# ناحیه تان یین
ناحیه تان یین (به لاتین: Tân Yên District) یک منطقهٔ مسکونی در ویتنام است که در استان باک گیانگ واقع شده‌است.

## خصوصیات
ناحیه ‌تان یین ۲۰۳٫۷ کیلومترمربع مساحت و ۱۶۱٬۸۳۵ نفر جمعیت دارد.